# Уусвада
Уусвада (ест. Uusvada), також Уусвата, Уусваада, Усвата, Уусва, Уусваате — село в Естонії, входить до складу волості Меремяе, повіту Вирумаа.